# 百慕達冠軍賽
百慕達冠軍賽（Bermuda Championship）是PGA巡迴賽的賽事之一，開始於2019年10月至11月。百慕達冠軍賽在南安普敦的皇家港高爾夫球場舉辦，2019年獎金有300萬美元。

## 外部連結
- 官方网站
- Coverage on PGA Tour's official site （页面存档备份，存于）

32°15′40″N 64°52′23″W / 32.261°N 64.873°W